# Flugabwehrraketenkommando 4
Das Flugabwehrraketenkommando 4 (FlaRakKdo 4) war ein Verband der deutschen Luftwaffe und gehörte zur 2. Luftwaffendivision. Der Kommandostab war in der Limes-Kaserne in Lich stationiert.

## Geschichte
Das FlaRakKdo 4 wurde aus dem FlaRakRgt 2 nach Reorganisation der Verteidigungskapazitäten und Waffensysteme am 1. April 1987 geschaffen. Das unterstellte FlaRakBtl 23, welches bisher die Waffensysteme Nike Hercules und MIM-23 HAWK bediente, wurde in der Folgezeit mit dem MIM-104 Patriot Flugabwehrsystem ausgestattet. Weiterhin wurde das Flugabwehrraketengeschwader 21 in Möhnesee, das Flugabwehrraketengeschwader 38 in Heide/Holstein und die Flugabwehrraketengruppe 42 in Schöneck dem Kommando unterstellt.
Der Standort Lich wurde 1993 von der Bundeswehr aufgegeben. Zu diesem Zeitpunkt unterstanden die Flugabwehrraketengruppen 21, 38 und 42 dem Kommando. Zum 1. Januar 1993 wurde das Kommando in Flugabwehrraketengeschwader 4 umbenannt und Ende des Jahres 1993 in die Siegerland-Kaserne Burbach verlegt. Am 1. Juli 2002 wurde die Flugabwehrraketengruppe 25 unterstellt. Im Jahr 2003 wurde das Flugabwehrraketengeschwader 4 aufgelöst.

## Gliederung
Von 1987 bis 1993
- Flugabwehrraketenbataillon 23
- Flugabwehrraketengeschwader 21
- Flugabwehrraketengeschwader 38
- Flugabwehrraketengruppe 42

Von 1993 bis 2002
- Flugabwehrraketengruppe 21
- Flugabwehrraketengruppe 38
- Flugabwehrraketengruppe 42

Von 2002 bis 2003
- Flugabwehrraketengruppe 21
- Flugabwehrraketengruppe 38
- Flugabwehrraketengruppe 42
- Flugabwehrraketengruppe 25

## Kommandeure des FlaRakKdo 4 / FlaRakG 4
| Zeitraum  | Kommandeur               |
| --------- | ------------------------ |
| 1987–1990 | Oberst Horst Zumkley     |
| 1990–1994 | Oberst Anton Schittko    |
| 1994–1997 | Oberst Rolf Gundlach     |
| 1997–2001 | Oberst Robert Löwenstein |
| 2001–2003 | Oberst Wolfgang Hoppe    |